# Arsen Avakov
Arsen Borysovyč Avakov (in ucraino Арсен Борисович Аваков?, in armeno Արսեն Բորիսի Ավակով?, Arsen Borisi Avakov; Baku, 2 gennaio 1964) è un politico ucraino.
Ministro degli Affari Interni dell'Ucraina negli anni 2014–2021. Deputato del popolo dell’Ucraina (2012–2014), Presidente dell'Amministrazione pubblica della regione di Charkiv (2005–2010). Membro del Consiglio nazionale per la sicurezza e la difesa dell'Ucraina (2007–2008, 2014–2021), del Comitato organizzativo di Euro-2012 (2007). Membro dell'Associazione nazionale dei giornalisti dell'Ucraina. Economista onorato dell'Ucraina (2007).

## Biografia e carriera
Nato il 2 gennaio 1964 a Baku nella famiglia di un militare.
Di nazionalità è un armeno. Dal 1966 risiede stabilmente in Ucraina. Cittadino dell'Ucraina.
Nel 1990 ha fondato la società per azioni “Investor”, nel 1992 la Banca commerciale “Basis”. Durante la campagna presidenziale del 2004, faceva il vice capo del quartier generale di Charkiv del candidato presidenziale Viktor Juščenko.
Dopo la vittoria della Rivoluzione arancione, il 4 febbraio 2005, con Decreto del Presidente dell'Ucraina, è stato nominato Presidente dell'Amministrazione pubblica della regione di Charkiv.
Il 9 febbraio 2010, due giorni dopo la vittoria di Viktor Janukovyč alle elezioni presidenziali, Avakov si è dimesso dalla carica di Presidente dell'Amministrazione pubblica della regione di Charkiv ai sensi della parte 3 dell'art. 31 della Legge dell'Ucraina sul servizio pubblico a causa del "disaccordo fondamentale con la decisione di un’autorità statale o di un funzionario, nonché ostacoli etici all'essere al servizio pubblico".
Il 21 aprile 2010 si è unito al partito “Patria” ed ha accettato la proposta di Julija Tymošenko di dirigere l'organismo regionale di “Patria”.
Nell'ottobre 2010 ha partecipato alle elezioni del sindaco di Charkiv. Secondo Freedom House, a seguito di numerose violazioni, il risultato elettorale è stato falsificato a favore dell'avversario filogovernativo di Avakov, Hennadij Kernes.
Dall'autunno 2011 al dicembre 2012 è stato in esilio politico in Italia a causa di un perseguimento penale in Ucraina.
L'11 dicembre 2012 Avakov è tornato in Ucraina, il procedimento penale contro di lui è stato chiuso per l'assenza di un evento criminale (p. 2 dell’art. 6 del Codice di procedura penale dell'Ucraina).
A seguito dei risultati delle elezioni parlamentari in autunno 2012, è stato eletto deputato del popolo dell’Ucraina secondo le liste dell'opposizione unita "Patria".
Durante la Rivoluzione della dignità, è stato uno dei comandanti dell'Euromaidan, si occupava delle infrastrutture del campo di protesta: barricate, tendopoli ed approvvigionamento alimentare.
Il 27 febbraio 2014, Verchovna Rada dell'Ucraina ha approvato la decisione di nominare Arsen Avakov al posto di Ministro degli Affari Interni dell'Ucraina.
Secondo i risultati di 100 giorni di lavoro in qualità di Ministro, Avakov ha citato tra i suoi principali risultati la prevenzione di uno scenario separatista a Charkiv, il ripristino della Guardia Nazionale ed il lavoro di successo della polizia durante le elezioni presidenziali del 2014.
Alla vigilia delle elezioni parlamentari del 2014, Arsen Avakov ha annunciato la sua partecipazione ad un nuovo partito politico “Fronte popolare”, di cui facevano parte i leggendari comandanti di battaglioni “Dobrobat”.
Il 2 dicembre 2014, la coalizione formata all’interno della Verchovna Rada rappresentata dai partiti “Blocco di Petro Porošenko”, “Fronte popolare”, “Autosalvezza”, “Partito Radicale di Oleh Ljaško“ e “Patria” ha formato un progetto di nuovo governo, dove Arsen Avakov ha mantenuto la carica di capo del Ministero degli Affari Interni dell'Ucraina.
Dopo le dimissioni del secondo governo di Arsenij Jacenjuk il 14 aprile 2016 e la formazione di un nuovo governo guidato da Volodymyr Hrojsman, Arsen Avakov ha mantenuto la carica di Ministro degli Affari Interni dell'Ucraina.
Arsen Avakov è stato riconfermato al suo incarico per la proposta del Presidente dell’Ucraina Volodymyr Zelens'kyj. La sua nomina è stata approvata nella nuova composizione del Consiglio dei Ministri dell'Ucraina il 29 agosto 2019 alla prima seduta della Verchovna Rada della IX convocazione, eletta alle elezioni anticipate il 21 luglio 2019. All’epoca lui rimaneva l'unico Ministro arrivato dopo il cambio di potere in Ucraina nel 2014 che non ha perso il posto.
Nel marzo 2020, Avakov è entrato nel nuovo governo di Denys Šmyhal', che ha sostituito il Primo ministro Oleksij Hončaruk in questo incarico.
Il 13 luglio 2021 ha dato le sue dimissioni accettate dalla Verchovna Rada dell'Ucraina il 15 luglio 2021.
Avakov era il Ministro degli Affari Interni dell'Ucraina dal 24 febbraio 2014 al 15 luglio 2021, durante la carica del facente funzione del Presidente Oleksandr Turčynov, dei due Presidenti dell'Ucraina: Petro Porošenko e Volodymyr Zelens'kyj, era membro di cinque composizioni del Consiglio dei Ministri dell'Ucraina: due governi di Arsenij Jacenjuk, i governi di Volodymyr Hrojsman, Oleksij Hončaruk, Denys Šmyhal'. Il suo operato è durato 7 anni, 4 mesi e 21 giorni: è il mandato più lungo nel governo nella storia dell'Ucraina indipendente.

## Risultati del lavoro

### Riforma del Ministero degli Affari Interni
Avakov ha radicalmente riformato il sistema del Ministero degli Affari Interni dell'Ucraina, a seguito del quale l’ente è diventato l'autorità principale nel sistema degli organismi esecutivi centrali per la formazione e l'attuazione della politica statale nell’ambito della protezione dei diritti e delle libertà di cittadini, degli interessi della società e dello Stato da invasioni illegali, nella lotta con la criminalità, protezione dell'ordine pubblico, garanzie della sicurezza pubblica, sicurezza del traffico, protezione e difesa di strutture statali particolarmente importanti. Nel suo coordinamento sono inclusi: Polizia Nazionale, Servizio di Frontiera di Stato, Servizio statale di emergenza, Guardia Nazionale ed il Servizio statale per la migrazione.
Sotto la guida di Avakov nel sistema del Ministero degli Affari Interni sono state effettuate la lustrazione e la revisione della qualifica degli agenti di polizia.
Il 7 novembre 2015 è entrata in vigore la Legge dell’Ucraina "Della Polizia Nazionale", che ha posto fine all'esistenza del vecchio sistema di polizia sovietico. Nella Polizia Nazionale è entrata a far parte anche la Polizia di pattuglia dell'Ucraina, creata su iniziativa di Avakov.
A seguito di una ampia riforma del sistema del Ministero degli Affari Interni, messa in atto su iniziativa di Avakov, il livello di fiducia nelle autorità esecutive che fanno parte del coordinamento del Ministero degli Affari Interni dell'Ucraina, nel 2017 ha raggiunto:
per la Polizia Nazionale dell'Ucraina – 39,3%, inclusa la Polizia di pattuglia dell'Ucraina – 40,9%;
per il Servizio di frontiera statale dell'Ucraina – 46,4%;
per il Servizio statale dell'Ucraina delle situazioni di emergenza – 50,5%;
per la Guardia Nazionale dell'Ucraina – 52,6%;
Nel 2020:
per la Polizia Nazionale dell'Ucraina – 51%;
per il Servizio di frontiera statale dell'Ucraina – 62%;
per il Servizio statale delle situazioni di emergenza – 64,2%;
per la Guardia Nazionale dell'Ucraina – 64%.

### Creazione della Guardia Nazionale dell'Ucraina e battaglioni di costruzione dei volontari “Dobrobat”
Nel marzo 2014, su iniziativa del facente funzione del presidente Oleksandr Turčynov ed il Ministro degli Affari Interni dell'Ucraina Arsen Avakov, è stata creata la Guardia Nazionale dell'Ucraina sulla base delle truppe interne del Ministero degli Affari Interni dell'Ucraina e dei volontari di autodifesa di Maidan.
Un'altra iniziativa di Arsen Avakov, che ha avuto un impatto significativo sul fatto che il movimento separatista filorusso si è riuscito a localizzare nell'est dell'Ucraina ed impedire la destabilizzazione della situazione in tutto il paese, è stata la creazione di battaglioni di volontari (“Dobrobat”) sotto gli auspici del Ministero degli Affari Interni, in cui i volontari venivano ammessi con una procedura semplificata.
Il più famoso battaglione di volontari "Azov" (oggi è un reggimento speciale della Guardia Nazionale dell'Ucraina) ha svolto un ruolo cruciale nella liberazione di Mariupol' dai separatisti dal 6 maggio al 13 giugno 2014. Durante l'invasione militare del 2022, "Azov", insieme alle guardie di frontiera ed ai militari della 36ª brigata marina delle Forze navali delle Forze Armate ucraine, ha partecipato alla difesa dell'assediata Mariupol' e allo scontro ad Azovstal'. Il 20 maggio, l'86 ° giorno del blocco di Mariupol, i resti della guarnigione, in accordo con il comando delle Forze Armate ucraine, dopo aver cessato la resistenza, si arresero alle truppe russe.
I battaglioni di volontari “Dobrobat” hanno svolto un ruolo enorme nei primi mesi della fase calda della guerra a Donbass nel 2014. È stato possibile a fermare l'offensiva dei separatisti e dei mercenari russi ed a mantenere l'integrità territoriale e la sovranità dell'Ucraina nel 2014-2021 in gran parte grazie ai “Dobrobat”.
A partire dall'autunno del 2014, tutti i “Dobrobat” sono stati integrati nelle strutture della Guardia Nazionale o delle Forze Armate dell'Ucraina.

### Eventi a Charkiv
Nella notte tra il 7 e l'8 aprile 2014, Avakov ha guidato personalmente l'assalto all'edificio dell'Amministrazione pubblica della regione di Charkiv, preso il giorno prima dai separatisti e militanti arrivati da Belgorod.
L'operazione speciale è stata eseguita completamente nell'ambito delle norme legislative: il giorno prima è stato firmato il decreto del facente funzione del Presidente Oleksandr Turčynov sulla conduzione di un'operazione antiterrorismo nel territorio di Charkiv e nella regione di Charkiv.
L'assalto all'edificio dell’Amministrazione pubblica della regione di Charkiv è durato 17 minuti. Le cose sono andate senza l’uso delle armi da fuoco. A seguito dell'operazione, sono state arrestate 67 persone.
Nel 2020, Avakov ha pubblicato un libro sugli eventi a Charkiv nella primavera del 2014 “2014. Momenti della primavera di Charkiv", in cui ha pubblicato un documento esclusivo "Piano per Charkiv e la regione di Charkiv", cioè il piano di separatisti di impadronirsi della regione di Charkiv ed ulteriori piani per impadronirsi delle regioni orientali dell'Ucraina.

### Passaporti biometrici per viaggiare senza visto nei paesi dell'UE
Avakov ha avviato le misure del Ministero degli Affari Interni per introdurre passaporti biometrici, il che era una delle condizioni necessarie per l'introduzione di un regime di essenzione dal visto per l'Ucraina nei paesi dell'UE. I primi passaporti internazionali sono stati rilasciati nel gennaio 2015.
Nel 2019, il dipartimento di Avakov ha introdotto le prime opzioni per l'applicazione mobile “Dija”, ovvero servizi pubblici elettronici in Ucraina sviluppati dal Ministero della trasformazione digitale dell'Ucraina. I primi documenti digitali accessibili tramite l'app “Diya” sono stati una patente di guida e un certificato di immatricolazione del veicolo. Dal 2020 nell'applicazione “Dija” sono disponibili le versioni elettroniche della carta d'identità e del passaporto biometrico per viaggiare all'estero.

### Assistenza all'Italia nella lotta contro la pandemia COVID-19
Su iniziativa di Arsen Avakov, è stato messo a punto un piano per assistere l'Italia nella lotta contro la pandemia COVID-19. Nell'ambito di questo piano, il 4 aprile 2020 sono stati inviati in Italia 20 medici e infermieri del sistema del Ministero degli Affari Interni dell'Ucraina. Tutti i partecipanti alla missione - anestesisti, rianimatori e specialisti di malattie infettive - erano volontari.
Il Ministero degli Affari Interni ucraino ha fornito ai suoi medici un abbigliamento speciale e dispositivi di protezione personale.
Il Ministero degli Esteri italiano Luigi Di Maio ha incontrato la missione dei medici ucraini sulla rampa dell'aereo e li ha ringraziati personalmente per la loro collaborazione.
"Sono venuto personalmente a incontrare i medici ucraini, perché senza questo aiuto non saremmo sopravvissuti. Grazie all'Ucraina e ai suoi medici per questo gesto di solidarietà e di sostegno internazionale. L'Italia non lo dimenticherà mai", ha dichiarato il ministro degli Esteri italiano.
La missione è durata 14 giorni. I medici ucraini hanno lavorato nella provincia delle Marche, nelle città di Pesaro e Urbino. Hanno fornito assistenza ai colleghi italiani e hanno acquisito esperienza, che hanno applicato in Ucraina dopo il loro ritorno.
In Italia sono stati inviati anche un elicottero per la rianimazione e un carico umanitario di disinfettanti.

### Caso del soldato della Guardia Nazionale Vitalij Markiv
Il 30 giugno 2017 è stato arrestato in Italia il sergente maggiore, comandante dello squadrone di battaglione M. Kul'čyc'kyj (unità militare 3066) Vitalij Markiv con l'accusa di responsabilità per la morte del cittadino italiano Andrea Rocchelli, fotografo, e Andrej Mironov, cittadino russo, a Slov"jans'k nel maggio 2014. Subito dopo l'arresto di Markiv, Arsen Avakov ha dichiarato l'innocenza del soldato della Guardia Nazionale, la parzialità del Tribunale e l'uso di prove falsificate dalla Russia. Avakov ha avviato le proprie indagini della Polizia Nazionale ucraina, durante le quali sono state condotte una serie di azioni investigative e sono ottenute le prove dell'innocenza del soldato della Guardia Nazionale Vitalij Markiv.
Per tutto il periodo del procedimento del caso di Markiv dal 2017 al 2020, il Ministro Avakov ne ha supervisionato lo svolgimento, ha incontrato più volte rappresentanti dell'ambasciata italiana, ha agevolato il lavoro degli avvocati (secondo alcuni rapporti, ha pagato per i loro servizi) ed era presente in tutte le udienze a Pavia e Milano.
Avakov era presente anche all’udienza della Corte d'Appello di Milano che ha ritirato tutte le accuse contro Vitalij Markiv. Al termine dell'udienza finale, Avakov ha provveduto all'immediata scarcerazione di Markiv e la sera stessa ha organizzato il suo ritorno a Kiev con un volo charter, da lui stesso pagato.

### Misure per garantire il processo elettorale equo e trasparente in Ucraina
Durante il mandato di Avakov come Ministro degli Affari Interni dell'Ucraina, durante tutte le campagne elettorali, la polizia aveva una ragionevole posizione equidistante da tutti i candidati e le forze politiche.
In particolare, nel 2019, durante la campagna elettorale presidenziale in Ucraina, Avakov ha assicurato le prime elezioni del tutto eque e trasparenti in Ucraina.
Inoltre, per la prima volta, nell'ambito della cooperazione con la rete civica “OPORA”, si sono svolti corsi di formazione per la polizia e gli investigatori della Polizia Nazionale dell'Ucraina riguardante le misure di prevenzione per identificare e sopprimere le violazioni della campagna preelettorale.
La stessa strategia di lavoro del Ministero degli Affari Interni e della Polizia Nazionale dell'Ucraina, su iniziativa di Avakov, è stata adottata durante le campagne elettorali delle elezioni parlamentari anticipate dell'Ucraina del 21 luglio 2019 e delle elezioni locali del 25 ottobre 2019.

## Onorificenze
- Economista onorato dell'Ucraina (22 giugno 2007)
- Ordine “Al merito” di III grado (15/04/2016)
- Ordine della Legion d'Onore (Francia) (09/06/2022)